# Armada Popular de Laos
La Armada Popular de Laos (ກອງທັບເຮືອປະຊາຊົນລາວ en Lao) (LPN en su acrónimo al inglés) es la Armada de Laos fue Fundada  en 1975 se estableció con lo restante de la Armada Real de Laos (Armada del extinto Reino de Laos). 
Esta es una de las Armadas Fluviales más poderosas en el mundo.

## Historial
La Armada Popular de Laos opera Embarcaciones en el Río Mekong, una característica importante de la Geografía del país. Debido a que el "Mekong" constituye una parte considerable de la frontera con Laos, Participa de manera significativa en el trabajo de control fronterizo. A mediados de la década de 90 tenía una dotación de personal de alrededor de 500 y alrededor de cincuenta Patrullas Fluviales.  
Casi todos los oficiales de la Armada Popular de Laos fueron entrenados en la Academia Naval de Vietnam.

## Flota
La flota actual es de unas 64 embarcaciones siendo:
- 4 Cañoneros.
- 12 Barcazas de Desembarco.
- 20 a 30 Patrullas Fluviales.
- Cañoneros Proyecto 1204 «Shmel»

Todas fueron donadas por los aliados de Laos siendo Vietnam y China, El Buque insignia de la Armada es la barca de Desembarco tipo Transbordador MV Lao People's Army 101.